# Day Tripper
Day Tripper is een lied geschreven door Paul McCartney en John Lennon en uitgebracht door The Beatles als een single met een dubbele A-kant (We Can Work It Out was de andere A-kant).
De single werd uitgebracht op dezelfde dag als het album Rubber Soul, maar beide nummers staan desondanks niet op de plaat. Het nummer is later op het in 1973 uitgebrachte verzamelalbum 1962-1966 terechtgekomen.
Dit nummer ontstond onder de druk om snel voor Kerstmis een single uit te brengen. Lennon tekende voor het merendeel van de tekst en de gitaar-riff. McCartney hielp met het rijmwerk. Later zou McCartney verklaren dat hij het "basisidee" van Lennon verder had uitgewerkt.
In het couplet overheerst de zang van Paul McCartney, in het refrein domineert John Lennon. In de regel geldt voor Lennon-McCartney composities dat de zanger ook de schrijver is. Of voor Day Tripper geldt dat McCartney de coupletten schreef en Lennon de rest is niet bekend. Een verklaring zou kunnen zijn dat Lennon de hoge uithalen in de coupletten niet kon halen en McCartney wel. Wel bestaat er een tekstvel van het lied in het handschrift van Lennon.
Het nummer begint met twaalf maten als een klassieke blues in E-majeur. Halverwege worden de verwachtingen doorbroken door een ander akkoord in mineur, waardoor het verwachte B-akkoord niet komt. "Big teaser" is een woordspeling waarmee eigenlijk "prick teaser" wordt bedoeld.

## Muzikale referenties
- Op het in 1966 uitgebrachte John Mayall-album Blues Breakers with Eric Clapton, wordt een snellere versie van de riff gespeeld in de laatste maten van hun cover van What'd I Say, rhythm & blues hit van Ray Charles.
- Buffalo Springfield leende de riff voor Baby Don't Scold Me op de eerste versie van hun debuutalbum.
- Lulu coverde het lied in 1967 voor haar album Love Loves to Love Lulu
- De Jimi Hendrix Experience coverde de song tijdens radio-opnames voor de BBC. Een versie hiervan wordt op diverse bootlegs toegeschreven als zijnde een opname van Hendrix met Lennon, de tweede zang is echter van Noel Redding, die wellicht Lennon wel imiteerde.
- In 1968 gebruikt Yes de riff in hun Beatles cover Every Little Thing op hun debuutalbum.
- Roxy Music spelen de riff aan het eind van Remake/Remodel van hun debuutalbum uit 1972.
- Van Anne Murray verscheen onder meer een versie op haar album Highly Prized Possession in 1974
- De Eagles spelen de riff aan het eind van In the City van The Long Run.
- Whitesnake coverde Day Tripper op het album Trouble uit 1978.
- Johnny Marr van The Smiths bouwt de riff van Day Tripper in liveversies van een oud nummer Jeane.
- Henk Spaan en Harry Vermeegen (Verona) verwerkten de riff in hun rapnummer Koud Hè? uit 1987.
- Type O Negative verwerkt het nummer, samen met de andere Beatles-songs If I Needed Someone en I want You (she's so heavy) in een Beatles-medley op hun album World Coming Down uit 1999.
- Salsaversies werden gemaakt door percussionist Mongo Santamaria in de jaren 60 en zanger Domingo Quiñones in de jaren 90  voor het album Tropical Tribute to The Beatles.

## Hitnotering
| "We Can Work It Out / Day Tripper" in de Nederlandse Top 40 binnen: 25-12-1965 | "We Can Work It Out / Day Tripper" in de Nederlandse Top 40 binnen: 25-12-1965 | "We Can Work It Out / Day Tripper" in de Nederlandse Top 40 binnen: 25-12-1965 | "We Can Work It Out / Day Tripper" in de Nederlandse Top 40 binnen: 25-12-1965 | "We Can Work It Out / Day Tripper" in de Nederlandse Top 40 binnen: 25-12-1965 | "We Can Work It Out / Day Tripper" in de Nederlandse Top 40 binnen: 25-12-1965 | "We Can Work It Out / Day Tripper" in de Nederlandse Top 40 binnen: 25-12-1965 | "We Can Work It Out / Day Tripper" in de Nederlandse Top 40 binnen: 25-12-1965 | "We Can Work It Out / Day Tripper" in de Nederlandse Top 40 binnen: 25-12-1965 | "We Can Work It Out / Day Tripper" in de Nederlandse Top 40 binnen: 25-12-1965 | "We Can Work It Out / Day Tripper" in de Nederlandse Top 40 binnen: 25-12-1965 | "We Can Work It Out / Day Tripper" in de Nederlandse Top 40 binnen: 25-12-1965 | "We Can Work It Out / Day Tripper" in de Nederlandse Top 40 binnen: 25-12-1965 | "We Can Work It Out / Day Tripper" in de Nederlandse Top 40 binnen: 25-12-1965 | "We Can Work It Out / Day Tripper" in de Nederlandse Top 40 binnen: 25-12-1965 | "We Can Work It Out / Day Tripper" in de Nederlandse Top 40 binnen: 25-12-1965 |
| Week                                                                           | 1                                                                              | 2                                                                              | 3                                                                              | 4                                                                              | 5                                                                              | 6                                                                              | 7                                                                              | 8                                                                              | 9                                                                              | 10                                                                             | 11                                                                             | 12                                                                             | 13                                                                             | 14                                                                             |                                                                                |
| ------------------------------------------------------------------------------ | ------------------------------------------------------------------------------ | ------------------------------------------------------------------------------ | ------------------------------------------------------------------------------ | ------------------------------------------------------------------------------ | ------------------------------------------------------------------------------ | ------------------------------------------------------------------------------ | ------------------------------------------------------------------------------ | ------------------------------------------------------------------------------ | ------------------------------------------------------------------------------ | ------------------------------------------------------------------------------ | ------------------------------------------------------------------------------ | ------------------------------------------------------------------------------ | ------------------------------------------------------------------------------ | ------------------------------------------------------------------------------ | ------------------------------------------------------------------------------ |
| Positie                                                                        | 1                                                                              | 1                                                                              | 1                                                                              | 1                                                                              | 1                                                                              | 1                                                                              | 1                                                                              | 3                                                                              | 5                                                                              | 9                                                                              | 13                                                                             | 21                                                                             | 32                                                                             | 39                                                                             | uit                                                                            |

| "We Can Work It Out / Day Tripper" in de Single Top 100 binnen: 25-12-1965 | "We Can Work It Out / Day Tripper" in de Single Top 100 binnen: 25-12-1965 | "We Can Work It Out / Day Tripper" in de Single Top 100 binnen: 25-12-1965 | "We Can Work It Out / Day Tripper" in de Single Top 100 binnen: 25-12-1965 | "We Can Work It Out / Day Tripper" in de Single Top 100 binnen: 25-12-1965 | "We Can Work It Out / Day Tripper" in de Single Top 100 binnen: 25-12-1965 | "We Can Work It Out / Day Tripper" in de Single Top 100 binnen: 25-12-1965 | "We Can Work It Out / Day Tripper" in de Single Top 100 binnen: 25-12-1965 | "We Can Work It Out / Day Tripper" in de Single Top 100 binnen: 25-12-1965 | "We Can Work It Out / Day Tripper" in de Single Top 100 binnen: 25-12-1965 | "We Can Work It Out / Day Tripper" in de Single Top 100 binnen: 25-12-1965 | "We Can Work It Out / Day Tripper" in de Single Top 100 binnen: 25-12-1965 | "We Can Work It Out / Day Tripper" in de Single Top 100 binnen: 25-12-1965 | "We Can Work It Out / Day Tripper" in de Single Top 100 binnen: 25-12-1965 |
| Week                                                                       | 1                                                                          | 2                                                                          | 3                                                                          | 4                                                                          | 5                                                                          | 6                                                                          | 7                                                                          | 8                                                                          | 9                                                                          | 10                                                                         | 11                                                                         | 12                                                                         |                                                                            |
| -------------------------------------------------------------------------- | -------------------------------------------------------------------------- | -------------------------------------------------------------------------- | -------------------------------------------------------------------------- | -------------------------------------------------------------------------- | -------------------------------------------------------------------------- | -------------------------------------------------------------------------- | -------------------------------------------------------------------------- | -------------------------------------------------------------------------- | -------------------------------------------------------------------------- | -------------------------------------------------------------------------- | -------------------------------------------------------------------------- | -------------------------------------------------------------------------- | -------------------------------------------------------------------------- |
| Positie                                                                    | 1                                                                          | 1                                                                          | 1                                                                          | 1                                                                          | 1                                                                          | 1                                                                          | 1                                                                          | 2                                                                          | 3                                                                          | 9                                                                          | 11                                                                         | 18                                                                         | uit                                                                        |

### NPO Radio 2 Top 2000
| Nummer met noteringen in de NPO Radio 2 Top 2000 | '00  | '01  | '02  | '03  | '04  | '05  | '06  | '07  | '08  | '09  | '10  | '11  | '12  | '13  |
| ------------------------------------------------ | ---- | ---- | ---- | ---- | ---- | ---- | ---- | ---- | ---- | ---- | ---- | ---- | ---- | ---- |
| Day Tripper                                      | 1427 | 1673 | 1780 | 1558 | 1459 | 1556 | 1479 | 1405 | 1474 | 1444 | 1680 | 1399 | 1464 | 1740 |

1. ↑  Een vetgedrukt getal geeft de hoogste notering aan.
2. ↑  2000 was het eerste jaar met een notering voor dit nummer.
3. ↑  Deze tabel is bijgewerkt tot en met de laatste editie (2024).